# Trans-Afrikaanse wegennetwerk

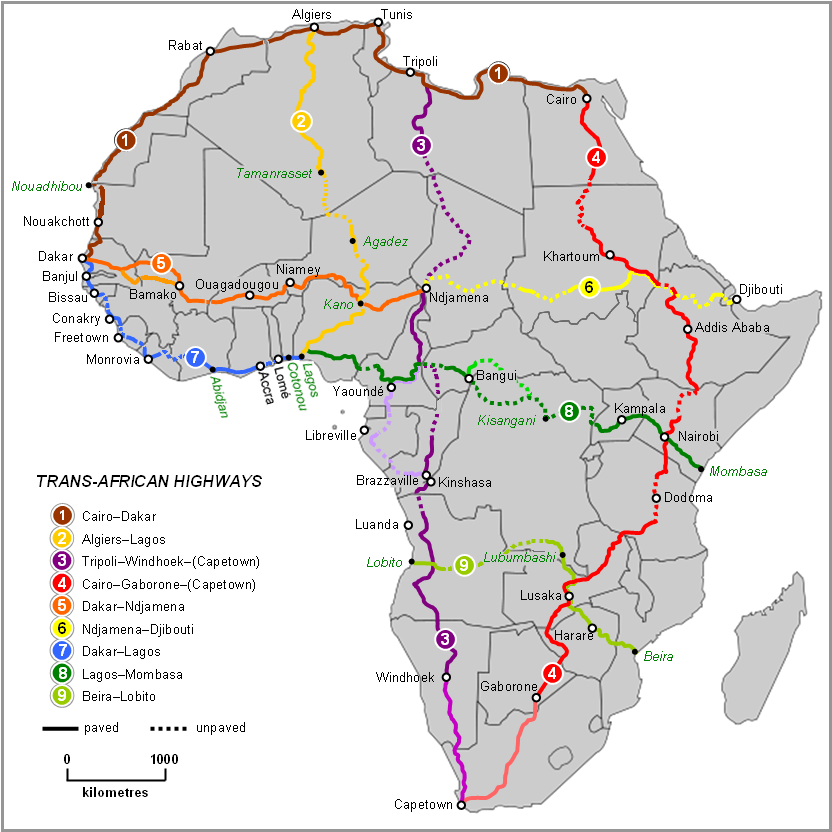
Kaart van het Trans-Afrikaanse wegennetwerk

Het Trans-Afrikaanse wegennetwerk (Engels: Trans-African Highway network) is een samenhangend netwerk van wegen door het gehele Afrikaanse continent. Het is vergelijkbaar met het E-routenetwerk in Europa en het Asian Highway Project in Azië. De routes worden in stand gehouden door samenwerking tussen de Economische commissie voor Afrika van de Verenigde Naties, de Afrikaanse Ontwikkelingsbank, de Afrikaanse Unie en de landen waardoor de wegen lopen. Het netwerk heeft een lengte van 56.683 kilometer.
Door oorlogen, moeilijk terrein en financiële problemen zijn er vele onverharde en zelfs ontbrekende delen in het netwerk. Het is dus vaak lastig om de gehele routes te berijden. 
De trans-Afrikaanse wegen lopen door bijna alle landen in Afrika. Alleen Zuid-Soedan, Rwanda, Burundi, Eritrea, Somalië, Equatoriaal Guinea, Malawi, Lesotho en Swaziland zijn niet aangesloten op het netwerk. Ten tijde van de apartheid werd Zuid-Afrika ook niet toegelaten, maar tegenwoordig wordt wel geaccepteerd dat er Trans-Afrikaanse wegen door het land lopen. Daardoor lopen zowel de Trans-Afrikaanse weg 3 als de Trans-Afrikaanse weg 4 tegenwoordig tot Kaapstad.

## Lijst
De volgende negen wegen behoren tot het netwerk:
| Pictogram | Nummer | Beginpunt | Eindpunt | Naam                            | Lengte    |
| --------- | ------ | --------- | -------- | ------------------------------- | --------- |
|           | 1      | Caïro     | Dakar    | -                               | 8.636 km  |
|           | 2      | Algiers   | Lagos    | Trans-Sahara Highway            | 4.504 km  |
|           | 3      | Tripoli   | Kaapstad | -                               | 10.808 km |
|           | 4      | Caïro     | Kaapstad | -                               | 10.228 km |
|           | 5      | Dakar     | Ndjamena | Trans-Sahel Highway             | 4.496 km  |
|           | 6      | Ndjamena  | Djibouti | -                               | 4.219 km  |
|           | 7      | Dakar     | Lagos    | Trans-West African Coastal Road | 4.010 km  |
|           | 8      | Lagos     | Mombassa | -                               | 6.259 km  |
|           | 9      | Beira     | Lobito   | -                               | 3.523 km  |